# McKee (Kentucky)
McKee é uma cidade localizada no estado americano de Kentucky, no Condado de Jackson.

## Demografia
Segundo o censo americano de 2000, a sua população era de 878 habitantes.
Em 2006, foi estimada uma população de 867, um decréscimo de 11 (-1.3%).

## Geografia
De acordo com o United States Census Bureau tem uma área de
5,9 km², dos quais 5,9 km² cobertos por terra e 0,0 km² cobertos por água. McKee localiza-se a aproximadamente 389 m acima do nível do mar.

## Localidades na vizinhança
O diagrama seguinte representa as localidades num raio de 32 km ao redor de McKee.